# Río Gas
El río Gas es un río del término municipal de Jaca (provincia de Huesca, Aragón, España). Discurre entre la localidad de Guasa y el centro urbano de Jaca, donde desemboca en el río Aragón. Es cruzado por el puente de la lana, un antiguo puente medieval reformado a principios del siglo XX que comunica ambas localidades.
Sus riberas forman un espacio ecológico de gran valor, protegido como zona especial de conservación al ser un soto de ribera pirenaico bien conservado. Las riberas tienen poblaciones de álamos (Populus nigra y Populus alba), sauces (Salix alba y Salix eleagnos), fresnos y quejigos, así como juncos y cañas (Juncus y Phragmites) en las zonas de sedimentos aluviales. Más allá de su valor botánico, esos espacios son el hábitat de diferentes especies de invertebrados. Cabe mencionar al Lucanus cervus, mayor escarabajo europeo y especie protegida.
Es además uno de los cursos fluviales protegidos en la zona para la protección de peces de río endémicos. En el río Gas se han detectado Parachondrostoma miegii y Achondrostoma arcasii, endemismos de la cuenca del Ebro en retroceso, y Cobitis calderoni más extendido por la península ibérica pero igualmente en retroceso. Se han avistado igualmente nutrias en el río.
Finalmente, la protección del espacio también incluye su valor como hábitat para 38 especies de aves protegidas en Europa, de las que 7 tienen un estado de conservación desfavorable.